# Phyllostachys tianmuensis
Phyllostachys tianmuensis là một loài thực vật có hoa trong họ Hòa thảo. Loài này được Z.P.Wang & N.X.Ma miêu tả khoa học đầu tiên năm 1983.